# MYNAME
Myname (stilizat ca MYNAME ) este o formație muzicală din Coreea de Sud înființată de Hwanhee, membru al duo-ului Fly to the Sky, și administrată de H2 Media. Este formată din cinci membri: Gunwoo, Insoo, Seyong, Jun.Q, și Chaejin. Formația a debutat la 27 octombrie 2011 cu single-ul digital „Message”.

## Discografie
- We Are Myname (2013)
- Five Stars (2014)
- I.M.G.: Without You (2015)
- Alive: Always in Your Heart (2016)
- Myname Is (2017)
- Kiseki (2018)